# Unterseeboot 98 (1940)
Pour les articles homonymes, voir Unterseeboot 98.
Le Unterseeboot 98 (ou U-98) est un sous-marin allemand (U-Boot) de type VII.C construit pour la Kriegsmarine pendant la Seconde Guerre mondiale.

## Construction
L'U-98 est issu du programme 1937-1938 pour une nouvelle classe de sous-marins océaniques. Il est de type VII C lancé entre 1936 et 1940. Construit dans les chantiers de Friedrich Krupp Germaniawerft AG à Kiel, la quille du U-98 est posée le 27 septembre 1939 et il est lancé le 31 août 1940. L'U-98 entre en service un mois et demi plus tard.

## Historique
Mis en service le 12 octobre 1940, l'U-98 sert de sous-marin d'entrainement et de navire-école pour les équipages au sein de la 7. Unterseebootsflottille à Kiel. Le 1er mars 1941, l'U-98 devient opérationnel dans la 7. Unterseebootsflottille à Kiel, puis à Saint-Nazaire. Il réalise sa première patrouille de guerre, quittant le port de Kiel, le 12 mars 1941, sous les ordres du Kapitänleutnant Robert Gysae. Après 24 jours en mer et un succès de 4 navires marchands pour un total de 15 588 tonneaux, il arrive à la base sous-marine de Lorient le 14 avril 1941. L'Unterseeboot 98 a effectué 9 patrouilles dans lesquelles il a coulé 10 navires marchands pour un total de 48 878 tonneaux, un navire de guerre auxiliaire de 10 549 tonneaux et a endommagé un navire de guerre de 185 tonnes au cours des 349 jours en mer.
Le 2 avril 1942 à 0 heure 47 minutes, 3 jours après le début de sa septième patrouille, l'U-98 est attaqué par six grenades sous-marines de 250 livres lancées d'un bombardier britannique Armstrong Whitworth Whitley (502 Squadron RAF/F) dans le golfe de Gascogne. L'U-98 s'en échappe avec des dommages mineurs. Pour sa neuvième patrouille, l'U-98 quitte la base sous-marine de Saint-Nazaire le 22 octobre 1942 sous les ordres de l'Oberleutnant zur See Kurt Eichmann. Après 25 jours en mer, l'U-98 est coulé le 15 novembre 1942 en Atlantique Nord, à l'ouest de Gibraltar à la position géographique de 36° 09′ N, 7° 42′ O par des charges de profondeur lancées par le destroyer britannique HMS Wrestler. 
Les 46 membres d'équipage meurent dans cette attaque.

## Affectations
- 7. Unterseebootsflottille à Kiel du 12 octobre 1940 au 128 février 1941 (entrainement)
- 7. Unterseebootsflottille à Saint-Nazaire du 1er mars 1941 au 15 novembre 1942 (service actif)

## Commandement
- Kapitänleutnant Robert Gysae du 12 octobre 1940 au 23 mars 1942
- Korvettenkapitän Wilhelm Schulze du 24 mars à octobre 1942
- Oberleutnant zur See Kurt Eichmann d'octobre au 15 novembre 1942

## Patrouilles
|       | Commandant          | Départ          | Départ        | Arrivée           | Arrivée       | Jours     | Succès   |
| ----- | ------------------- | --------------- | ------------- | ----------------- | ------------- | --------- | -------- |
| 1     | Kptlt. Robert Gysae | 12 mars 1941    | Kiel          | 14 avril 1941     | Lorient       | 34 jours  | 15 588   |
| 2     | Kptlt. Robert Gysae | 1er mai 1941    | Lorient       | 29 mai 1941       | Saint-Nazaire | 29 jours  | 23 307   |
| 3     | Kptlt. Robert Gysae | 23 juin 1941    | Saint-Nazaire | 23 juillet 1941   | Saint-Nazaire | 31 jours  | 10 842   |
| 4     | Kptlt. Robert Gysae | 31 août 1941    | Saint-Nazaire | 26 septembre 1941 | Saint-Nazaire | 27 jours  | 4 392    |
| 5     | Kptlt. Robert Gysae | 29 octobre 1941 | Saint-Nazaire | 29 novembre 1941  | Saint-Nazaire | 32 jours  |          |
| 6     | Kptlt. Robert Gysae | 18 janvier 1942 | Saint-Nazaire | 27 février 1942   | Saint-Nazaire | 41 jours  | 5 298    |
| 7     | Wilhelm Schulze     | 31 mars 1942    | Saint-Nazaire | 6 juin 1942       | Saint-Nazaire | 68 jours  |          |
| 8     | Wilhelm Schulze     | 17 juillet 1942 | Saint-Nazaire | 16 septembre 1942 | Saint-Nazaire | 62 jours  | 185      |
| 9     | Oblt. Kurt Eichmann | 22 octobre 1942 | Saint-Nazaire | 15 novembre 1942  | Coulé         | 25 jours  |          |
| Total | Total               | Total           | Total         | Total             | Total         | 349 jours | 59 612 t |

Nota: Les noms de commandants sans indication de grade signifie que leur grade n'est pas connu avec certitude à notre époque à la date de la prise de commandement.
Note : Kptlt. = Kapitänleutnant - Oblt.  = Oberleutnant zur See

### Opérations Wolfpack
L'U-98 a opéré avec les Wolfpacks (meutes de loup) durant sa carrière opérationnelle:
1. West (8 mai 1941 - 27 mai 1941)
2. Seewolf (3 septembre 1941 - 15 septembre 1941)
3. Störtebecker (5 novembre 1941 - 19 novembre 1941)
4. Gödecke (19 novembre 1941 - 22 novembre 1941)
5. Natter (30 octobre 1942 - 8 novembre 1942)
6. Westwall (8 novembre 1942 - 15 novembre 1942)

## Navires coulés
L'Unterseeboot 98 a coulé 10 navires marchands pour un total de 48 878 tonneaux, 1 navire de guerre auxiliaire de 10 549 tonneaux et a endommagé 1 navire de guerre de 185 tonnes lors de ses 9 patrouilles (349 jours en mer) qu'il effectua.
| Date              | Nom             | Nationalité     | Tonnage (GRT) | Fait      |
| ----------------- | --------------- | --------------- | ------------- | --------- |
| 27 mars 1941      | Koranton        | Grande-Bretagne | 6 695         | Coulé     |
| 4 avril 1941      | Helle           | Norvège         | 2 467         | Coulé     |
| 4 avril 1941      | Welcombe        | Grande-Bretagne | 5 122         | Coulé     |
| 9 avril 1941      | Prins Wellen II | Pays-Bas        | 1 304         | Coulé     |
| 13 mai 1941       | HMS Salopian    | Grande-Bretagne | 10 549        | Coulé     |
| 20 mai 1941       | Rothermere      | Grande-Bretagne | 5 356         | Coulé     |
| 21 mai 1941       | Marconi         | Grande-Bretagne | 7 402         | Coulé     |
| 9 juillet 1941    | Designer        | Grande-Bretagne | 5 945         | Coulé     |
| 9 juillet 1941    | Inverness       | Grande-Bretagne | 4 897         | Coulé     |
| 16 septembre 1941 | Jedmoor         | Grande-Bretagne | 4 392         | Coulé     |
| 15 février 1942   | Biela           | Grande-Bretagne | 5 298         | Coulé     |
| 10 août 1942      | USSBold         | USA             | 185           | Endommagé |